# Federico Moreno Torroba

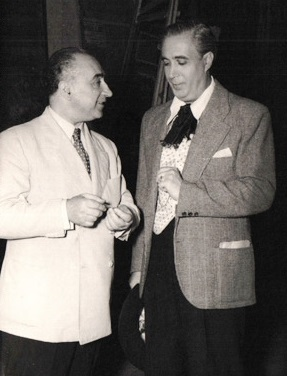
Federico Moreno Torroba (links)

Federico Moreno Torroba (Madrid, 3 maart 1891 - 12 september 1982) was een Spaanse dirigent en componist.

## Biografie
Torroba wordt geassocieerd met de zarzuela, een traditionele Spaanse variant van de operette en/of opera. Als dirigent van verscheidene operagezelschappen introduceerde Torroba de zarzuela bij het internationale publiek. Hij schreef onder meer composities voor de klassieke gitaar, waarvan verscheidene waren opgedragen aan Maria Angélica Funes en Andrés Segovia.

## Composities
Torroba componeerde zowel in de traditionele Spaanse genres als voor de concertzaal. Voorbeelden zijn Luisa Fernanda (1932) en La Chulapona (1934), beide met zarzuela’s. Ook componeerde hij verscheidene opera’s, waaronder La Virgen de Mayo (1925) en El Poeta (1980) met Plácido Domingo in de titelrol.